# Krontorp
För stadsdelen i Mariestad, se Krontorp, Mariestad.
Krontorp är en herrgård i Kristinehamns kommun, Värmlands län, belägen nordost om Bäckhammar i Visnums socken. Herrgården fungerade tidigare som bruksherrgård eftersom den var bostad åt brukspatronen på Krontorps bruk.
Krontorp var ursprungligen enligt ortnamnet (1539 Cronetorpp) ett så kallat krontorp, det vill säga en odling på kronans mark. År 1682 anlades en stångjärnshammare vid Krontorp, vilken är ursprunget till dagens Bäckhammars Bruk AB. Den ståtliga nyklassicistiska huvudbyggnaden av reveterat timmer med jonisk portik uppfördes 1825–1828 av Carl Fredrik Hammarhjelm som var Karl XIV Johans hovmarskalk.
På 1840-talet ägdes egendomen av A. Henström och på 1860-talet av herr F. W. Grubbe och grosshandlaren J. F. Behrling.
Gården ägs av familjen Sundby efter att Johannes Sundby köpt herrgården 1936.
Herrgården blev byggnadsminne 1969.